# 2000-ні у відеоіграх
У 2000-них роках у відеоіграх з'явився кіберспорт. Отримали початок серії Counter-Strike, Deus Ex, Serious Sam, Syberia.

## Загальний огляд
Випущена 2000 року Deus Ex стала ще одним важливим кроком в ускладненні сюжетів екшн-ігор. Увага до моральної сторони дій гравця, які впливали на подальший розвиток сюжету, стала відкриттям для свого часу.
Виник кіберспорт як справжня індустрія, подаючи змагання з відеоігор як видовище. Спочатку основною дисципліною були ігри серії Quake, але з 2001 року стали проводитися змагання з Counter-Strike та інших. У листопаді 2004 року вийшла World of Warcraft, яка дала поштовх до зростання популярності багатокористувацьких онлайн-ігор.
Середина 2000-х відкрила епоху цифрової дистрибуції, за якої відеоігри за плату чи безкоштовно поширювалися не через диски, а через Інтернет. Домінуючим сервісом став Steam, що в результаті популярності Half-Life 2 від Valve став основним магазином ігор на ПК. Спочатку в Steam продавалися тільки власні ігри Valve, але в 2005 році платформа відкрилася і для інших виробників ігор. Це дозволило незалежним розробникам і навіть окремим особам вийти на широку аудиторію, не вдаючись до послуг видавців.
У 2005 році Microsoft випустила свою консоль Xbox 360. Оснащена жорстким диском і підключенням до Інтернету, консоль дозволила купувати і завантажувати ігри через сервіс Xbox Live Arcade. Наступного року схожі сервіси були запущені на Nintendo Wii і Sony PlayStation.
Паралельно розвивалися ігри для мобільних телефонів. Перша гра для мобільного телефону з'явилася ще в 1997 році — Snake. Згодом можливості телефонів розширилися, дисплеї отримали вищу роздільність, а процесори — потужність. Як наслідок мобільні телефони стали повноцінними портативними ігровими платформами. Поява смартфона iPhone з сенсорним екраном і запуск в 2007 році AppStore дозволили створити ще одну платформу, через яку невеликі розробники могли вийти на широку аудиторію. До кінця 2000-х ігри на смартфонах склали значну частку від загальної кількості відеоігор.
У створенні відеоігор важливу роль стала відігравати технологія захоплення руху, яка дозволяла відтворювати в іграх реалістичні рухи та емоції персонажів, фіксуючи положення частин тіла акторів.

## Головні події

### Технології
- Випущена аркадна система Sega NAOMI 2.
- Sony випускає PlayStation 2 (2000) і PlayStation 3 (2006).
- Випущено Xbox (2001) і Xbox 360 (2006).
- Випущено Nintendo DS.
- Foxconn випускає Wii.

### ЗМІ
- Випущений останній, 268 номер журналу про комп'ютерні ігри Computer Gaming World, що виходив з 1981 року.

### Індустрія
- Засновано компанію Ossian Studios.
- Компанія The 3DO Company оголосила про банкрутство.

## Великі релізи
| Гра                                | Рік  | Розробник              |
| ---------------------------------- | ---- | ---------------------- |
| The Sims                           | 2000 | Electronic Arts        |
| The Legend of Zelda: Majora's Mask | 2000 | Nintendo               |
| Earth 2150                         | 2000 | Reality Pump Studios   |
| Deus Ex                            | 2000 | Eidos Interactive      |
| Diablo II                          | 2000 | Blizzard Entertainment |
| Medal of Honor: Underground        | 2000 | Electronic Arts        |
| Hitman: Codename 47                | 2000 | IO Interactive         |
| Serious Sam: The First Encounter   | 2001 | Croteam                |
| Козаки: Європейські війни          | 2001 | GSC Game World         |
| Grand Theft Auto III               | 2001 | Rockstar Games         |
| Syberia                            | 2002 | Microïds               |
| Grand Theft Auto: Vice City        | 2002 | Rockstar Games         |
| Warcraft III: The Frozen Throne    | 2003 | Blizzard Entertainment |
| Silent Hill 3                      | 2003 | Konami                 |
| Far Cry                            | 2004 | Ubisoft                |
| Doom 3                             | 2004 | id Software            |
| Half-Life 2                        | 2004 | Valve Corporation      |
| Grand Theft Auto: San Andreas      | 2004 | Rockstar Games         |
| Resident Evil 4                    | 2005 | Capcom                 |
| Civilization IV                    | 2005 | Firaxis Games          |
| Prince of Persia: The Two Thrones  | 2005 | Ubisoft                |
| Quake 4                            | 2005 | id Software            |
| Myst V: End of Ages                | 2005 | Ubisoft                |
| Call of Duty                       | 2003 | Activision             |
| Sonic the Hedgehog                 | 2006 | Sega                   |
| Gears of War                       | 2006 | Epic Games             |
| S.T.A.L.K.E.R.: Тінь Чорнобиля     | 2007 | GSC Game World         |
| Contra 4                           | 2007 | Konami                 |
| BioShock                           | 2007 | Irrational Games       |
| Assassin's Creed                   | 2007 | Ubisoft                |
| Mass Effect                        | 2007 | BioWare                |
| Portal                             | 2007 | Valve Corporation      |
| Crysis                             | 2007 | Crytek                 |
| Left 4 Dead                        | 2008 | Valve Corporation      |
| Battlefield: Bad Company           | 2008 | Electronic Arts        |
| Fallout 3                          | 2008 | Bethesda Softworks     |
| Spore                              | 2008 | Electronic Arts        |
| Mount & Blade                      | 2008 | TaleWorlds             |
| Call of Duty: Modern Warfare 2     | 2009 | Activision             |